# Rakša
Rakša je malá obec na Slovensku v okrese Turčianske Teplice.

## Historie
První zmínka o obci pochází z roku 1277. Současná obec vznikla sloučením obcí Rakša a Nedozor v roce 1934.

## Geografie
Obec se nalézá v nadmořské výšce 503 metrů a rozkládá se na území o rozloze 11,738 km². Nachází se přibližně 4 kilometry od Turčianských Teplic. K 31. prosinci roku 2017 žilo v obci 223 obyvatel.

## Rodáci
- Michal Miloslav Hodža (1811–1870), básník, filolog a politik
- Ján Ursíny (1896–1972), představitel agrárního hnutí na Slovensku